# Giulia Bevilacqua
Giulia Bevilacqua (Roma, 19 maggio 1979) è un'attrice italiana.

## Biografia
Si diploma nel 1997 presso il Liceo classico statale Dante Alighieri di Roma. Nel 2000 frequenta un corso di recitazione presso il Teatro Training Studio, con Luciano Curreli, per poi diplomarsi, dopo un corso triennale, al Centro sperimentale di cinematografia.
Nei primi anni della sua carriera gira alcuni videoclip, tra cui uno con i Bon Jovi e con Federico Zampaglione dei Tiromancino. Nel 2003 debutta in televisione nella serie televisiva Un medico in famiglia 3. In seguito recita in altre fiction di Rai 1: la serie Don Matteo 4 e le miniserie Don Bosco, per la regia di Lodovico Gasparini, La omicidi, per la regia di Riccardo Milani, e Una famiglia in giallo, diretto da Alberto Simone.
Nel 2005 ha interpretato il ruolo di Paola Alimonti nella serie di Italia 1, Grandi domani. Nello stesso anno debutta su Canale 5 nella serie Distretto di Polizia, in cui interpreta il ruolo della poliziotta Anna Gori, dalla quinta sino alla nona serie.
Dopo aver debuttato in teatro nel 2004 con lo spettacolo Le ragioni della disfatta, diretto da Pierpaolo Sepe, nel 2007 ha esordito al cinema in Cardiofitness, per la regia di Fabio Tagliavia. Nello stesso anno è stata co-protagonista del film L'ora di punta, diretto da Vincenzo Marra.
Nel 2010 lavora in Ale e Franz Sketch Show, in onda su Italia 1. Nello stesso periodo gira il film Come trovare nel modo giusto l'uomo sbagliato, insieme a Francesca Inaudi ed Enrico Silvestrin, con i quali ha già recitato in Distretto di Polizia. Ha recitato anche in alcune fiction come Dov'è mia figlia? e Il delitto di Via Poma, entrambe andate in onda nell'autunno del 2011. 
Nel 2012 ha recitato nella serie in onda su Rai 1 Nero Wolfe, ed ha partecipato al film 100 metri dal paradiso.
Nel 2014 ha recitato nella serie Fuoriclasse 2, insieme agli attori Luciana Littizzetto, Neri Marcorè e Fausto Maria Sciarappa, in cui interpreta il ruolo della professoressa di inglese Gaia Marciali. Il suo personaggio è stato confermato anche nella terza stagione della serie, andata in onda nel primo semestre 2015.
Nel 2020 ha preso parte alla serie di Sky Cinema Cops - Una banda di poliziotti, con Claudio Bisio protagonista. Il suo personaggio è stato confermato anche per la seconda stagione nel 2021.

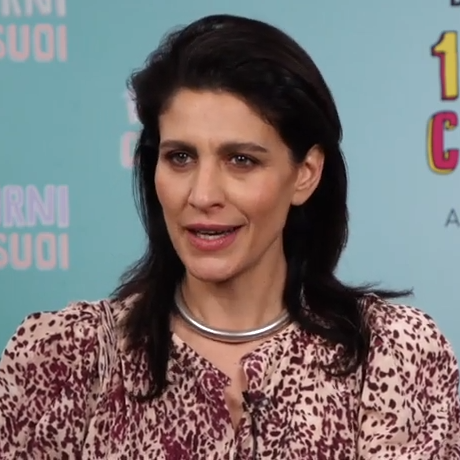
Giulia Bevilacqua nel 2025

Nel 2022 è tra i protagonisti del film Il principe di Roma, a fianco di Marco Giallini, per la regia di Edoardo Falcone. A gennaio 2024 ritorna sul grande schermo diretta da Leonardo Pieraccioni nel film Pare parecchio Parigi mentre a gennaio 2025 recita nel film 10 giorni con i suoi.

## Vita privata
È stata fidanzata dal 2005 al 2011 con Simone Corrente, suo collega in Distretto di Polizia.
Il 30 settembre 2017 a Positano ha sposato con rito civile il giornalista Nicola Capodanno; la coppia ha avuto una bambina nata il 16 novembre 2018 e un bambino nato il 28 maggio 2020.

## Filmografia

### Cinema
- Cardiofitness, regia di Fabio Tagliavia (2007)
- L'ora di punta, regia di Vincenzo Marra (2007)
- Feisbum! Il film, regia di Dino Giarrusso (2009)
- Come trovare nel modo giusto l'uomo sbagliato, regia di Salvatore Allocca e Daniela Cursi Masella (2011)
- 100 metri dal paradiso, regia di Raffaele Verzillo (2012)
- Tutta colpa di Freud, regia di Paolo Genovese (2014)
- Natale col boss, regia di Volfango De Biasi (2015)
- Tiramisù, regia di Fabio De Luigi (2016)
- Il contagio, regia di Matteo Botrugno e Daniele Coluccini (2017)
- Moschettieri del re - La penultima missione, regia di Giovanni Veronesi (2018)
- Ritorno al crimine, regia di Massimiliano Bruno (2021)
- Tre sorelle, regia di Enrico Vanzina (2022)
- C'era una volta il crimine, regia di Massimiliano Bruno (2022)
- Il principe di Roma, regia di Edoardo Falcone (2022)
- Volevo un figlio maschio, regia di Neri Parenti (2023)
- Pare parecchio Parigi, regia di Leonardo Pieraccioni (2024)
- 10 giorni con i suoi, regia di Alessandro Genovesi (2025)

### Televisione
- Un medico in famiglia 3 – serie TV (2003)
- Don Bosco, regia di Lodovico Gasparini – miniserie TV (2004)
- Don Matteo 4 – serie TV (2004)
- Barbieri, regia di Giorgio Tirabassi – miniserie TV (2004)
- La omicidi – serie TV (2004)
- Una famiglia in giallo – serie TV (2005)
- Grandi domani – serie TV (2005)
- Distretto di Polizia – serie TV (2005-2009-2011)
- 30 enni ma non troppo – serie TV (2008)
- Ale e Franz Sketch Show, regia di Latino Pellegrini – programma TV (2010)
- Dov'è mia figlia?, regia di Monica Vullo – miniserie TV (2011)
- Il delitto di via Poma, regia di Roberto Faenza – film TV (2011)
- Nero Wolfe – serie TV (2012)
- Come un delfino 2 – serie TV (2013)
- Fuoriclasse – serie TV (2014-2015)
- Una pallottola nel cuore – serie TV (2014-2018)
- È arrivata la felicità – serie TV (2015-2018)
- Amore pensaci tu – serie TV (2017)
- Cops - Una banda di poliziotti – serie TV (2020-2021)
- Più forti del destino, regia di Alexis Sweet – miniserie TV (2022)
- Alessandro Borghese - Celebrity Chef (TV8, 2022) – concorrente
- Il patriarca – serie TV (2023-2024)
- Il metodo Fenoglio - L'estate fredda – serie TV (2023)
- Una mamma all'improvviso, regia di Claudio Norza – miniserie TV (2023)
- Vincenzo Malinconico, avvocato d'insuccesso 2 – serie TV (2024)

### Cortometraggi
- Syrien, regia di Leonardo e Simone Godano (2000)
- Quid pro quo, regia di Jerome Bellavista Caltagirone (2000)
- Provini per un massacro, regia di Guido Chiesa (2000)
- Gem, regia di Miloje Popovic (2001)
- Mozzarelle in carrozza, regia di Francesco Lagi (2002)
- Nessuno torna indietro, regia di Franco Giraldi (2002)
- Il linguaggio dell'amore, regia di Susanna Nicchiarelli (2002)
- Achille e la tartaruga, regia di Valerio Attanasio (2005)
- Il grande spettacolo, regia di Andrea De Sica (2008)
- Un ottimo lavoro, regia di Simone Manzella (2010)
- L'importanza di piacere ai gatti, regia di Claudia Nannuzzi (2010)
- Alice, regia di Roberto De Paolis (2011)
- Per sempre, regia di Paolo Genovese (2016)

### Videoclip
- Thank You for Loving Me di Bon Jovi (2000)
- Tutte le mattine di Valeria Rossi (2002)
- I giorni migliori dei Tiromancino (2002)
- Stasera torno prima di Mariella Nava, regia di Libero De Rienzo (2008)
- Casting dei Mambassa, regia di Lucio Pellegrini (2010)
- La razionalità dei Velvet (2013)
- Giulia domani si sposa di Artù (2014)
- Il rimedio la vita e la cura di Chiara Galiazzo (2014)

## Teatro
- Le ragioni della disfatta, regia di Pierpaolo Sepe (2004)
- Due partite, regia di Paola Rota (2015)
- Io e te a distanza, regia di Luigi Cartenti (2019)

## Riconoscimenti
- Festival di Venezia 2012 – Premio L'Oréal Paris per il cinema
- Roma Fiction Fest – Premio L.A.R.A alla migliore attrice per Nero Wolfe, Il delitto di via Poma e Dov'è mia figlia
- Busto Arsizio Film Festival 2016 – Miglior attrice non protagonista per Tiramisù
- Premio come miglior attrice al [[Magna Graecia Film Festival]] 2012